# Дойлайн (Луїзіана)
Дойлайн (англ. Doyline) — селище (англ. village) в США, в окрузі Вебстер штату Луїзіана. Населення — 674 особи (2020).

## Географія
Дойлайн розташований за координатами 32°31′15″ пн. ш. 93°24′57″ зх. д. / 32.52083° пн. ш. 93.41583° зх. д. (32.520731, -93.415702).  За даними Бюро перепису населення США в 2010 році селище мало площу 8,66 км², з яких 8,62 км² — суходіл та 0,04 км² — водойми.

## Демографія
Згідно з переписом 2010 року, у селищі мешкало 818 осіб у 325 домогосподарствах у складі 230 родин. Густота населення становила 94 особи/км².  Було 373 помешкання (43/км²).
Расовий склад населення:
| - 80,2 % — білих - 16,4 % — чорних або афроамериканців - 1,0 % — корінних американців - 0,1 % — азіатів |

До двох чи більше рас належало 2,1 %. Частка іспаномовних становила 1,1 % від усіх жителів.
За віковим діапазоном населення розподілялося таким чином: 25,9 % — особи молодші 18 років, 59,6 % — особи у віці 18—64 років, 14,5 % — особи у віці 65 років та старші. Медіана віку мешканця становила 37,3 року. На 100 осіб жіночої статі у селищі припадало 81,0 чоловіків;  на 100 жінок у віці від 18 років та старших — 82,5 чоловіків також старших 18 років.
Середній дохід на одне домашнє господарство  становив 52 414 долари США (медіана — 30 000), а середній дохід на одну сім'ю — 61 869 доларів (медіана — 38 889). Медіана доходів становила 44 286 доларів для чоловіків та 28 092 долари для жінок. За межею бідності перебувало 36,4 % осіб, у тому числі 68,1 % дітей у віці до 18 років та 16,7 % осіб у віці 65 років та старших.
Цивільне працевлаштоване населення становило 329 осіб. Основні галузі зайнятості: освіта, охорона здоров'я та соціальна допомога — 17,3 %, мистецтво, розваги та відпочинок — 14,6 %, будівництво — 10,0 %, роздрібна торгівля — 9,7 %.